# Saeva dupka

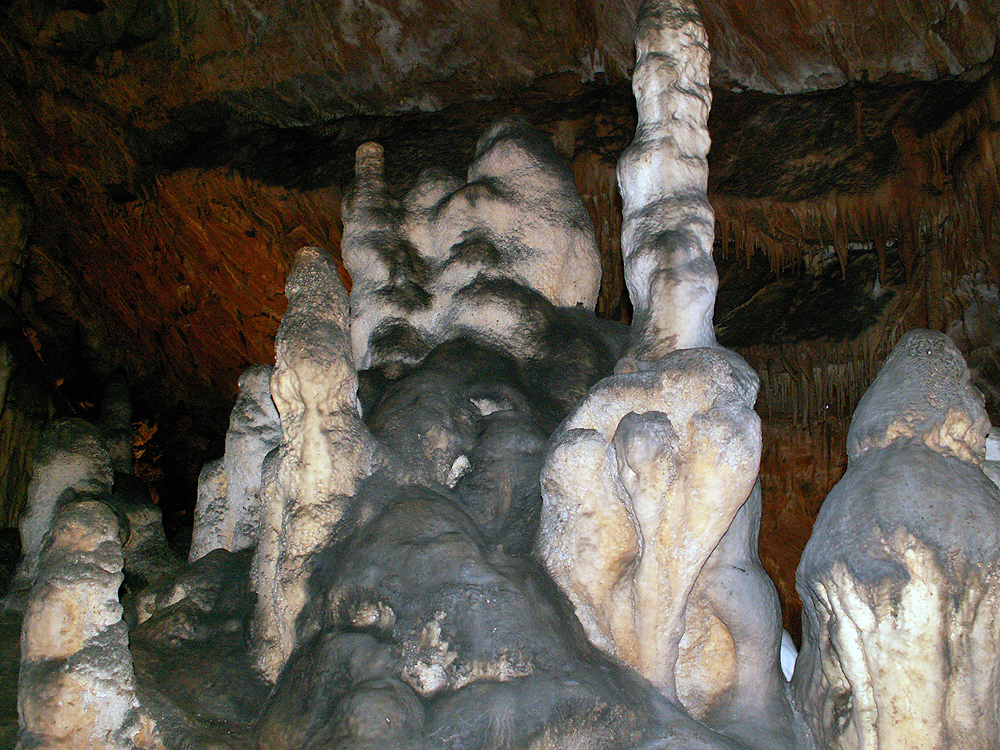
La formación de estalagmitas del Castillo Blanco

Saeva dupka (en búlgaro: Съева дупка) es una cueva situada en el norte de Bulgaria, cerca del pueblo de Brestnitsa, en la provincia de Lovech (43°2′N 24°11′E / 43.033, 24.183). La cueva ha formado de forma natural 400 metros de pasillos y salas. La cueva ha acogido muchas actuaciones de música coral, gracias a las excelentes condiciones acústicas. Saeva dupka debe su nombre a dos hermanos, Seyu y Sae, que la utilizaron como escondite durante la ocupación otomana de Bulgaria. Excavaciones recientes han demostrado que la cueva estuvo habitada desde la época romana. Saeva dupka es uno de los 100 lugares turísticos de Bulgaria.

## Descubrimiento e investigación
El profesor Georgi Zlatarski exploró la cueva por primera vez en 1883, y los hermanos Karel y Herman Shkorpil siguieron su ejemplo diez años después. Las primeras prospecciones y cartografías serias fueron realizadas en el periodo del 20 al 21 de agosto de 1932 por N. Atanasov y D. Papazov y del 10 al 13 de julio de 1935 por A. Stefanov y N. Atanasov. De nuevo fue estudiada por la BPD en 1946 y por la brigada de investigación científica de cuevas "T. Pavlov" en 1949. Los estudios geomorfológicos detallados fueron realizados en 1968 por Vl. Popov del Instituto de Geografía de la Academia de Ciencias de Bulgaria.
Junto con la cueva de Jagodin, se considera una de las cuevas más bellas de Bulgaria. El estalacton más grande tiene una circunferencia de 60 metros. La temperatura media en la cueva es de 7 a 11 °C, y la humedad, de 90 a 98%. Está situada a 520 m sobre el nivel del mar. Tiene 205 metros de longitud, y un río fluye 70 metros bajo tierra. Se cree que tiene unos 3 millones de años.
También es única por sus colores - verde, marrón y blanco. Se encuentran estalactitas, estalagmitas, estalactones, helictitas y dendritas.
Durante la reconstrucción de la cueva se encontraron huesos de animales, vasijas de arcilla y monedas de la época del emperador romano Antonio.